# Бакинский филиал Государственного банка России
Бакинский филиал Государственного банка России — один из местных филиалов Государственного банка России.

## История
Филиал начал действовать 6 июля 1875 год. В распоряжении Банка находились Казначейские и Кредитные департаменты. Банкротство было приостановлено в России после Февральской революции (1917). После провозглашения независимости Азербайджана одной из главных задач правительства республики было восстановление деятельности банка. Первой правительственной мерой в этой области было решение от 23 июня 1918 года о реструктуризации бухгалтерских операций банка. 24 декабря 1918 года было принято решение открыть кредит в размере 2 млн рублей Министерству финансов для кредитирования предприятий нефтяной промышленности. Этот долг должен быть обеспечен векселями (долговым документом), а бухгалтерский комитет Государственного банка должен уточнить кредитоспособность заемщика.

## Деятельность
17 марта 1919 года работникам нефтяной промышленности была оказана финансовая помощь для выплаты заработной платы рабочим. Финансовая поддержка была оказана бакинским филиалом Банка. В апреле и июне 1919 года британское командование финансировалось бакинским филиалом Государственного банка. 17 августа 1919 года правительство издало указ о репатриации ценного имущества, хранящегося в Банке в ходе мартовских событий 1918 года. Банк действовал до июня 1920 года. 9 июня 2011 года Бакинский филиал Банка приостановил свою независимую деятельность на основании Указа Азербайджанского революционного комитета по национализации банков.